# Sobriquets acadiens
Dans la péninsule acadienne, des surnoms sont associés à certaines familles. Les habitants des villes et villages ont aussi leur sobriquet. Ces noms peuvent avoir rapport à la nourriture, aux animaux, etc. Ils sont en général en français, souvent en français acadien. Il y a aussi des sobriquets anglais, ou d'origine inconnue.

## Appliqué aux habitants
| Quartiers, villes       | Surnoms                |
| ----------------------- | ---------------------- |
| Grande-Anse             | Les crêpes             |
| Lamèque                 | Les têtes plates       |
| Petite-Rivière-de-l'Île | Les cruches            |
| Coteau Road             | Les pitcheux d'roches  |
| Les gum drops           |                        |
| Haut-Caraquet           | La mélasse             |
| Caraquet                | Les mangeurs de morue  |
| Bas-Caraquet            | Les mangeurs de drâche |
| Sainte-Anne-du-Bocage   | Butte à Japon          |
| Shippagan               | Les pieds blancs       |
| Tracadie                |                        |
| Maisonnette             | Les nigôgueux          |
| Val-Doucet              | Les vers poilus        |
| Saint Simon             | Les pêcheurs de coque  |